# Abraham César Lamoureux
Abraham César Lamoureux, född omkring 1640 i Metz, Frankrike, död 1692 i Köpenhamn, var en fransk skulptör.

## Biografi
Lamoureux tillhörde en känd fransk skulptörsläkt. Han gifte sig i Stockholm 1675 med Anna Thil som var dotter till vapensmedsåldermannen Hans Thil. Om Lamoureux tidigaste öden finns inga exakta uppgifter. Man antar att hans far var bildhuggare i Lyon och att hans mor var tyska från Hamburg.
Tillsammans med sin mor och styvfadern Jean Baptista Dieussart kom han till Sverige 1664. Han anställdes ganska omgående av Magnus Gabriel De la Gardie och omtalas på 1660-talet som grev Magni bildhuggare. Hans kända arbetsinsats kan uppdelas i tre huvudgrupper, första tiden var han i De la Gardies tjänst, andra perioden arbetade han för Hedvig Eleonora, för att slutligen vara anlitad av Kristian V i Danmark.
I De la Gardies tjänst arbetade han vid slotten Jacobsdal, Venngarn, Karlberg och Tyresö där han huvudsakligen utförde trädgårdsskulpturer i bly. Bland annat utförde han en brunnsgrupp med Perseus och Andromeda. Flera av hans verk finns återgivna i Suecia antiqua. För att förbättra sina arbeten inledde han sommaren 1670 studier för Nicolaes Millich men han trivdes inte med undervisningen utan rymde till Güstrow i Mecklenburg där han efter en tid ångrade sig och återvände till Sverige. Bland hans bevarade arbeten från tiden i De la Gardies tjänst finns endast två marmorbyster vid Vernngarn bevarade.
Sedan kom han i änkedrottning Hedvig Eleonoras tjänst men blev 1681 anställd hos kung Kristian V i Danmark som  hovbildhuggare med en fast lön, bostad och verkstad vid Rosenborg.  Det mest kända arbete han här utförde, var kungens ryttarskulptur Hesten på Kongens Nytorv i Köpenhamn som numera förvaras på Tøjhusmuseet. De omgivande fyra grupperna har ansetts vara Lamoureuxs främsta verk. På Rosenborgs slott finns en grupp av Lamoureux, Herkules och Mars samt en porträttmedaljong av Kristian V i marmor. De flesta arbeten av honom är utförda i bly. Han utförde även springvattengruppen Hjort och hundar vid Frederiksborg men den avlägsnades 1771. Lamoureux är representerad vid Rosenborg och Borchs kollegium.
Hans yngre syster Magdalena gifte sig med Johan Gustaf Stockenberg. Brodern Claude Lamoureux, som var Abraham Césars medhjälpare i Köpenhamn, var ännu verksam på 1690-talet. Lamoureux begravdes på den nu nerlagda kyrkogården Trinitatis i Köpenhamn.